# Millbury (Massachusetts)
Pour les articles homonymes, voir Millbury.
Millbury est une ville du Comté de Worcester dans l’État du Massachusetts.
Elle a été incorporée en 1813.
Sa population était de 13 831 habitants en 2020.